# Communauté de communes du Pays des Couleurs
La communauté de communes du Pays des Couleurs est une ancienne communauté de communes française, située dans le département de l'Isère et la région Auvergne-Rhône-Alpes.
Elle fusionne au 1er janvier 2017 dans la communauté de communes les Balcons du Dauphiné.

## Historique
La Communauté de communes du Pays des Couleurs est créée le 15 décembre 2000.

## Composition
Elle regroupe 19 communes, :
| Nom                            | Code Insee | Gentilé          | Superficie (km2) | Population (dernière pop. légale) | Densité (hab./km2) |
| ------------------------------ | ---------- | ---------------- | ---------------- | --------------------------------- | ------------------ |
| Morestel (siège)               | 38261      | Morestellois     | 8,03             | 4 303 (2014)                      | 536                |
| Arandon                        | 38014      | Arandonnais      | 12,22            | 612 (2014)                        | 50                 |
| Les Avenières Veyrins-Thuellin | 38022      |                  | 41,56            | 7 590 (2014)                      | 183                |
| Le Bouchage                    | 38050      | Boucharants      | 11,20            | 625 (2014)                        | 56                 |
| Bouvesse-Quirieu               | 38054      | Bouvessards      | 17,51            | 1 493 (2014)                      | 85                 |
| Brangues                       | 38055      | Branguois        | 11,67            | 611 (2014)                        | 52                 |
| Charette                       | 38083      | Charettois       | 11,26            | 469 (2014)                        | 42                 |
| Corbelin                       | 38124      | Corbelinois      | 12,00            | 2 220 (2014)                      | 185                |
| Courtenay                      | 38135      | Curtiniens       | 32,08            | 1 274 (2014)                      | 40                 |
| Creys-Mépieu                   | 38139      | Creypieulans     | 28,99            | 1 571 (2014)                      | 54                 |
| Montalieu-Vercieu              | 38247      | Montaliolands    | 8,66             | 3 334 (2014)                      | 385                |
| Parmilieu                      | 38295      | Parmiliolands    | 12,83            | 678 (2014)                        | 53                 |
| Passins                        | 38297      | Passinois        | 13,92            | 1 160 (2014)                      | 83                 |
| Porcieu-Amblagnieu             | 38320      | Porciolands      | 15,80            | 1 749 (2014)                      | 111                |
| Saint-Sorlin-de-Morestel       | 38458      | Saint-Sorlinois  | 5,38             | 600 (2014)                        | 112                |
| Saint-Victor-de-Morestel       | 38465      | Saint-Victoriens | 13,13            | 1 106 (2014)                      | 84                 |
| Sermérieu                      | 38483      | Sermériolans     | 17,14            | 1 591 (2014)                      | 93                 |
| Vasselin                       | 38525      | Vasselinois      | 3,85             | 471 (2014)                        | 122                |
| Vézeronce-Curtin               | 38543      | Vézerontins      | 14,37            | 2 033 (2014)                      | 141                |

## Administration

### Siège
Le siège de la communauté de communes est situé à Morestel.

### Les élus
Les conseillers communautaires sont au nombre de 43.

### Présidence
L'actuel président est Olivier Bonnard, maire de Creys-Mépieu.